# ABC (Album)
ABC ist das zweite Studioalbum der US-amerikanischen Band The Jackson Five.

## Titelliste
1. The Love You Save (3:04)
2. One More Chance (3:00)
3. ABC (2:59)
4. 2-4-6-8 (2:57)
5. (Come ’Round Here) I’m the One You Need (2:44)
6. Don’t Know Why I Love You (3:51)
7. Never Had A Dream Come True (3:06)
8. True Love Can Be Beautiful (3:29)
9. La La (Means I Love You) (3:30)
10. I’ll Bet You (3:17)
11. I Found That Girl (3:12)
12. The Young Folks (2:55)

## Charts

### Alben
| Jahr | Titel | Höchstplatzierung, Gesamtwochen, AuszeichnungChartplatzierungen (Jahr, Titel, Platzierungen, Wochen, Auszeichnungen, Anmerkungen) | Höchstplatzierung, Gesamtwochen, AuszeichnungChartplatzierungen (Jahr, Titel, Platzierungen, Wochen, Auszeichnungen, Anmerkungen) | Höchstplatzierung, Gesamtwochen, AuszeichnungChartplatzierungen (Jahr, Titel, Platzierungen, Wochen, Auszeichnungen, Anmerkungen) | Höchstplatzierung, Gesamtwochen, AuszeichnungChartplatzierungen (Jahr, Titel, Platzierungen, Wochen, Auszeichnungen, Anmerkungen) | Höchstplatzierung, Gesamtwochen, AuszeichnungChartplatzierungen (Jahr, Titel, Platzierungen, Wochen, Auszeichnungen, Anmerkungen) | Höchstplatzierung, Gesamtwochen, AuszeichnungChartplatzierungen (Jahr, Titel, Platzierungen, Wochen, Auszeichnungen, Anmerkungen) | Anmerkungen                       |
| Jahr | Titel | DE | AT | CH | UK | US | R&B | Anmerkungen                       |
| ---- | ----- | --- | --- | --- | --- | --- | --- | --------------------------------- |
| 1970 | ABC   | — | — | — | UK22 (5 Wo.)UK | US4 (50 Wo.)US | R&B1 (25 Wo.)R&B | Erstveröffentlichung: 8. Mai 1970 |

grau schraffiert: keine Chartdaten aus diesem Jahr verfügbar
| ChartsJahrescharts (1970)      | Platzierung |
| ------------------------------ | ----------- |
| Vereinigte Staaten (Billboard) | 53          |

### Singles
| Jahr | Titel Album           | Höchstplatzierung, Gesamtwochen, AuszeichnungChartplatzierungen (Jahr, Titel, Album, Platzierungen, Wochen, Auszeichnungen, Anmerkungen) | Höchstplatzierung, Gesamtwochen, AuszeichnungChartplatzierungen (Jahr, Titel, Album, Platzierungen, Wochen, Auszeichnungen, Anmerkungen) | Höchstplatzierung, Gesamtwochen, AuszeichnungChartplatzierungen (Jahr, Titel, Album, Platzierungen, Wochen, Auszeichnungen, Anmerkungen) | Höchstplatzierung, Gesamtwochen, AuszeichnungChartplatzierungen (Jahr, Titel, Album, Platzierungen, Wochen, Auszeichnungen, Anmerkungen) | Höchstplatzierung, Gesamtwochen, AuszeichnungChartplatzierungen (Jahr, Titel, Album, Platzierungen, Wochen, Auszeichnungen, Anmerkungen) | Höchstplatzierung, Gesamtwochen, AuszeichnungChartplatzierungen (Jahr, Titel, Album, Platzierungen, Wochen, Auszeichnungen, Anmerkungen) | Anmerkungen                        |
| Jahr | Titel Album           | DE | AT | CH | UK | US | R&B | Anmerkungen                        |
| ---- | --------------------- | --- | --- | --- | --- | --- | --- | ---------------------------------- |
| 1970 | ABC                   | — | — | — | UK8 (11 Wo.)UK | US1 (13 Wo.)US | R&B1 (12 Wo.)R&B | Erstveröffentlichung: Februar 1970 |
| 1970 | The Love You Save ABC | — | — | — | UK7 (9 Wo.)UK | US1 (17 Wo.)US | R&B1 (18 Wo.)R&B | Erstveröffentlichung: Mai 1970     |